# Premio a Mejor Novela Policiaca Sueca
El Premio a Mejor Novela Policiaca Sueca (Bästa svenska kriminalroman) es un premio concedido anualmente desde 1982 por la Academia de Escritores Policiacos Suecos.
Los ganadores del premio han sido:

## Ganadores
| Año  | Autor                            | Título original                 |
| ---- | -------------------------------- | ------------------------------- |
| 1982 | Leif G. W. Persson               | Samhällsbärarna                 |
| 1983 | Ulf Durling                      | Lugnet efter stormen            |
| 1984 | Staffan Westerlund               | Svärtornas år                   |
| 1985 | Jean Bolinder                    | För älskarns och mördarns skull |
| 1986 | Staffan Westerlund               | Större än sanningen             |
| 1987 | Olov Svedelid                    | Barnarov                        |
| 1988 | Jan Guillou                      | I nationens intresse            |
| 1989 | Kjell-Olof Bornemark             | Skyldig utan skuld              |
| 1990 | Jean Bolinder                    | Dödisgropen                     |
| 1991 | Henning Mankell                  | Mördare utan ansikte            |
| 1992 | Gösta Unefäldt                   | Polisen och mordet i stadshuset |
| 1993 | Kerstin Ekman                    | Händelser vid vatten            |
| 1994 | Håkan Nesser                     | Borkmanns punkt                 |
| 1995 | Henning Mankell                  | Villospår                       |
| 1996 | Håkan Nesser                     | Kvinna med födelsemärke         |
| 1997 | Åke Edwardson                    | Dans med en ängel               |
| 1998 | Inger Frimansson                 | God natt min älskade            |
| 1999 | Sven Westerberg                  | Guds fruktansvärda frånvaro     |
| 2000 | Aino Trosell                     | Om hjärtat ännu slår            |
| 2001 | Åke Edwardson                    | Himlen är en plats på jorden    |
| 2002 | Kjell Eriksson                   | Prinsessan av Burundi           |
| 2003 | Leif G. W. Persson               | En annan tid, ett annat liv     |
| 2004 | Åsa Larsson                      | Det blod som spillts            |
| 2005 | Inger Frimansson                 | Skuggan i vattnet               |
| 2006 | Stieg Larsson                    | Flickan som lekte med elden     |
| 2007 | Håkan Nesser                     | En helt annan historia          |
| 2008 | Johan Theorin                    | Nattfåk                         |
| 2009 | Anders Roslund & Börge Hellström | Tre sekunder                    |
| 2010 | Leif G. W. Persson               | Den döende detektiven           |
| 2011 | Arne Dahl                        | Viskleken                       |
| 2012 | Åsa Larsson                      | Till offer åt Molok             |
| 2013 | Christoffer Carlsson             | Den osynlige mannen från Salem  |
| 2014 | Tove Alsterdal                   | Låt mig ta din hand             |
| 2015 | Anders de la Motte               | Ultimatum                       |
| 2016 | Malin Persson Giolito            | Störst av allt                  |
| 2017 | Camilla Grebe                    | Husdjuret                       |
| 2018 | Stina Jackson                    | Silvervägen                     |
| 2019 | Camilla Grebe                    | Skuggjägaren                    |
| 2020 | Tove Alsterdal                   | Rotvälta                        |
| 2021 | Åsa Larsson                      | Fädernas missgärningar          |
| 2022 | Sara Strömberg                   | Skred                           |
| 2023 | Christoffer Carlsson             | Levande och döda                |
| 2024 | Carl-Johan Vallgren              | Din tid kommer                  |